# This Fool
This Fool ist eine US-amerikanische Comedyserie, die von Pat Bishop, Chris Estrada und Jake Weisman erdacht wurde. Die Premiere der Serie fand am 12. August 2022 auf dem US-Streamingdienst Hulu statt. Im deutschsprachigen Raum erfolgte die Erstveröffentlichung der Serie am 21. Dezember 2022 durch Disney+ via Star als Original.

## Handlung
Julio Lopez lebt mit seinen 30 Jahren immer noch bei seiner Familie und führt seit der High School eine kontinuierliche On-Off-Beziehung mit seiner Freundin. Sein Lebensmittelpunkt ist das Arbeiterviertel in South Central Los Angeles. Er versucht immer, allen Menschen in seinem Leben zu helfen, um sich bloß nicht mit seinen eigenen Problemen befassen zu müssen. So ist es nicht verwunderlich, dass Julio bei „Hugs Not Thugs“ tätig ist, einer gemeinnützigen Organisation, die sich für die Wiedereingliederung von Gangmitgliedern engagiert. Dort gerät er mit seinem älteren Cousin Luis aneinander, der als ehemaliges Gangmitglied aus dem Gefängnis entlassen wurde und bei Julio und seiner Familie eingezogen ist.

## Besetzung und Synchronisation
Die deutschsprachige Synchronisation entstand nach den Dialogbüchern von Marc Rosenberg sowie unter der Dialogregie von Andreas Borcherding durch die Synchronfirma Wavefront Studios in München.
| Rolle       | Schauspieler     | Synchronsprecher |
| ----------- | ---------------- | ---------------- |
| Julio Lopez | Chris Estrada    |                  |
| Luis        | Frankie Quiñones |                  |
| Esperanza   | Laura Patalano   |                  |
| Maggie      | Michelle Ortiz   |                  |
| Maria       | Julia Vera       |                  |

## Episodenliste

### Staffel 1
| Nr. (ges.) | Nr. (St.) | Deutscher Titel                        | Originaltitel           | Erstveröffentlichung (USA) | Deutschsprachige Erstveröffentlichung (D/A/CH) | Regie            | Drehbuch                                                   |
| ---------- | --------- | -------------------------------------- | ----------------------- | -------------------------- | ---------------------------------------------- | ---------------- | ---------------------------------------------------------- |
| 1          | 1         | Ein Sturm zieht auf                    | A Storm is Coming       | 12. Aug. 2022              | 21. Dez. 2022                                  | Pat Bishop       | Pat Bishop, Matt Ingebretson, Jake Weisman & Chris Estrada |
| 2          | 2         | Putazos                                | Putazos                 | 12. Aug. 2022              | 21. Dez. 2022                                  | Pat Bishop       | Curtis Cook                                                |
| 3          | 3         | Emotionaler Timothy                    | Emotional Timothy       | 12. Aug. 2022              | 21. Dez. 2022                                  | Matt Ingebretson | Eliza Jiménez Cossio                                       |
| 4          | 4         | Y Tu Julio También                     | Y Tu Julio También      | 12. Aug. 2022              | 21. Dez. 2022                                  | Pat Bishop       | Caroline Anderson & Jake Weisman                           |
| 5          | 5         | Sagt Sandy                             | Sandy Says              | 12. Aug. 2022              | 21. Dez. 2022                                  | Diego Velasco    | Pat Bishop & Johan Miranda                                 |
| 6          | 6         | Los Botes                              | Los Botes               | 12. Aug. 2022              | 21. Dez. 2022                                  | Diego Velasco    | Monica Padrick                                             |
| 7          | 7         | Mach dein Geschäft oder runter vom Klo | Sh*t or Get Off the Pot | 12. Aug. 2022              | 21. Dez. 2022                                  | Pat Bishop       | Tamara Yajia                                               |
| 8          | 8         | Der Teufel hat mich angestiftet        | The Devil Made Me Do It | 12. Aug. 2022              | 21. Dez. 2022                                  | Pat Bishop       | Jonathan Cerda-Rowell                                      |
| 9          | 9         | Schei* auf die Reichen                 | F*ck the Rich           | 12. Aug. 2022              | 21. Dez. 2022                                  | Matt Ingebretson | Matt Ingebretson                                           |
| 10         | 10        | Ein Neubeginn                          | A Fresh Start           | 12. Aug. 2022              | 21. Dez. 2022                                  | Matt Ingebretson | Chris Estrada                                              |

### Staffel 2
| Nr. (ges.) | Nr. (St.) | Deutscher Titel         | Originaltitel           | Erstveröffentlichung (USA) | Deutschsprachige Erstveröffentlichung (D/A/CH) | Regie            | Drehbuch                         |
| ---------- | --------- | ----------------------- | ----------------------- | -------------------------- | ---------------------------------------------- | ---------------- | -------------------------------- |
| 11         | 1         | Der Gockel              | The Rooster             | 28. Juli 2023              | 27. Sep. 2023                                  | Pat Bishop       | Chris Estrada                    |
| 12         | 2         | Clyde & Clyde – Teil 1  | Clyde & Clyde, Pt 1     | 28. Juli 2023              | 27. Sep. 2023                                  | Pat Bishop       | Pat Bishop                       |
| 13         | 3         | Clyde & Clyde – Teil 2  | Clyde & Clyde, Pt 2     | 28. Juli 2023              | 27. Sep. 2023                                  | Pat Bishop       | Johan Miranda                    |
| 14         | 4         | Schmerz, lass nach      | Feel the Payne          | 28. Juli 2023              | 27. Sep. 2023                                  | Pat Bishop       | Curtis Cook                      |
| 15         | 5         | Lass den Scheiß         | Cut the Sh*t            | 28. Juli 2023              | 27. Sep. 2023                                  | Pat Bishop       | Tamara Yajia                     |
| 16         | 6         | Los Personas Invisables | Los Personas Invisables | 28. Juli 2023              | 27. Sep. 2023                                  | Pat Bishop       | Jonathan Cerda-Rowell            |
| 17         | 7         | Das große Ding          | The Big Deal            | 28. Juli 2023              | 27. Sep. 2023                                  | Matt Ingebretson | Eliza Jiménez Cossio             |
| 18         | 8         | Der Überlegene          | The Bigger Man          | 28. Juli 2023              | 27. Sep. 2023                                  | Matt Ingebretson | Marcelo Chow & Jesus Trejo       |
| 19         | 9         | Y Tu Depression También | Y Tu Depression También | 28. Juli 2023              | 27. Sep. 2023                                  | Matt Ingebretson | Jake Weisman                     |
| 20         | 10        | Zwei verdammte Loser    | Two F*ckin’ Losers      | 28. Juli 2023              | 27. Sep. 2023                                  | Matt Ingebretson | Vince Caldera & Matt Ingebretson |